# Tournant
Als Tournant (von französisch tournant ‚sich drehend‘, ‚rotierend‘) bezeichnet man in einer Küchenbrigade einen Koch für alles (Springer).
Es handelt sich dabei um einen ausgebildeten Koch, der je nach aktueller Situation in verschiedenen  Küchenbereichen wie Kalte Küche, Beilagen, Soßen, Patisserie usw. eingesetzt wird, wodurch er weitere Berufserfahrungen sammeln kann. In größeren Häusern gibt es meist mehrere Tournants, die einem Chef Tournant unterstellt sind.